# 34379 Slettnes
34379 Slettnes è un asteroide della fascia principale. Scoperto nel 2000, presenta un'orbita caratterizzata da un semiasse maggiore pari a 2,7500052 au e da un'eccentricità di 0,1314335, inclinata di 8,37257° rispetto all'eclittica.